# ا-کیو
گیلبرت بانی با نام هنری اِ-کیو (انگلیسی: A-Q؛ زادهٔ ۱ اوت ۱۹۸۶) خواننده رپ، ترانه‌سرا، موسیقی‌دان، رقصنده، بازیگر، تهیه کننده و کارآفرین اهل نیجریه است.